# مروح (عين العرب)
مروح  قرية سوريّة تتبع إداريّاً لمحافظة حلب منطقة عين العرب ناحية صرين، بلغ تعداد سكانها 1,584 نسمة حسب التعداد السكاني لعام 2004.